# Placogorgia becena
Placogorgia becena är en korallart som beskrevs av Manfred Grasshoff 1977. Placogorgia becena ingår i släktet Placogorgia och familjen Plexauridae. Inga underarter finns listade i Catalogue of Life.